# حوزه انتخابیه میانه
حوزهٔ انتخابیه میانه از حوزهٔ انتخاباتی استان آذربایجان شرقی است که به مرکزیت شهرستان میانه می‌باشد. هم‌اکنون سمت نمایندگی این حوزهٔ انتخابیه در دوازدهمین دورهٔ مجلس شورای اسلامی، برعهدهٔ مریم عبداللهی و مهدی اسماعیلی می‌باشد. 

## نمایندگان سایر دوره‌ها:
- دوره اوّل: سید سجاد حججی و موسی سلیمی
- دوره دوم: حکم الله پزشکی و موسی سلیمی
- دوره سوم: سید سجاد حججی و موسی سلیمی
- دوره چهارم: سید حسین هاشمی و جمشید قنبری ممان
- دوره پنجم: سید حسین هاشمی و جمشید قنبری ممان
- دوه ششم: سید حسین هاشمی و محمدکیافر
- دوره هفتم: سید حسین هاشمی و سید بهلول حسینی
- دوره هشتم: سید محمدرضا حاجی اصغری و سید حسین هاشمی
- دوره نهم: محمدعلی مددی و سید بهلول حسینی
- دوره دهم: فردین فرمند و یعقوب شیویاری
- دوره یازدهم: مهدی اسماعیلی و سید مرتضی حسینی
- دوره دوازدهم: مریم عبداللهی و مهدی اسماعیلی

## نمایندگان دوره دهم
- فردین فرمند
- یعقوب شیویاری